# 克里斯汀·鮑勒
克里斯汀·鮑勒（Christian Borle，1973年10月1日—）是美國的一位演員。他主要活躍在百老匯，獲得過兩次托尼獎，並且還在NBC電視劇名聲大噪中出演Tom Levitt角色。